# Gene Ahern
Pour les articles homonymes, voir Ahern.
Gene Ahern (né à Chicago en 1895, mort à Hollywood le 6 mars 1960) est un auteur américain de bande dessinée. 

## Biographie
Gene Ahern fait ses études artistiques à l'Art Institute de Chicago, et les paye en posant pour des revues de mode. Illustrateur depuis le début des années 1910 pour le syndicate Newspaper Enterprise Association, il crée ses premières séries au milieu des années 1910 : Taking Her To The Ball Game, Fathead Fritz, Dream Dope, etc. Il y développe son « dessin semi-réaliste souple et précis, rehaussé parfois de fines hachures » dans le cadre d'histoires humoristiques.
Le succès lui vient en 1923 lorsqu'il créée Our Boarding House, vite associé à la bande dominicale complémentaire Nut Brothers. En 1936, rejoignant le King Features Syndicate, il crée sur le modèle de son précédent succès le comic strip Room and Board, complété par Squirrel Cage. Il décède en 1960.
En français, quelques planches de La Cage de l'écureuil (Squirrel Cage) paraissent en 1974 dans Charlie Mensuel, série dont la particularité est de voir apparaître dans chaque histoire (et n'ayant aucun lien avec elle) un personnage à longue barbe blanche tenant dans ses bras un objet différent et déclamant « Nov shmoz ka pop », ce qui ne signifie absolument rien dans aucune langue.

### Documentation
- Patrick Gaumer, « Gene Ahern », dans le Larousse de la BD, Larousse, 2004, p. 7-8